# 科尔巴
科尔巴（法語：Corbas，法語發音：[kɔʁba] ⓘ）是法国里昂大都会的一个市镇，属于里昂区。

## 地理
科尔巴（45°40'5"N, 4°54'7"E）面积11.88 平方千米，位于法国奥弗涅-罗讷-阿尔卑斯大区里昂大都会，后者为法国的一个特殊地位集体，自2015年脱离罗讷省成立，位于法国中东部，中心城市为里昂。
与科尔巴接壤的市镇（或旧市镇、城区）包括：韋尼雪、沙波奈、费赞、马雷讷、米永斯、聖普列斯特、奥宗河畔圣桑福里安。
科尔巴的时区为UTC+01:00、UTC+02:00（夏令时）。

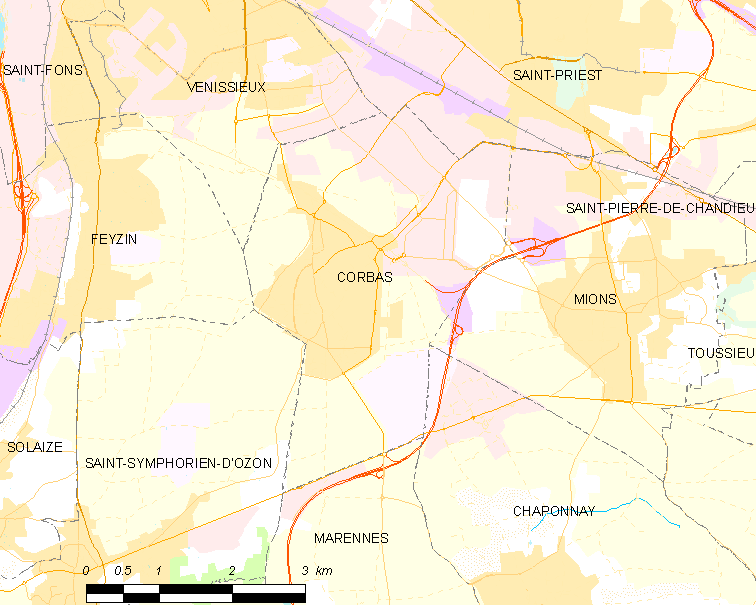
科尔巴的OSM定位图

## 行政
科尔巴的邮政编码为69960，INSEE市镇编码为69273。

## 政治
科尔巴的现任市长为阿兰·维奥莱（Alain Viollet）先生，任期为2020-2026年。

## 人口

1962-2008年间科尔巴人口变化图示

科尔巴于2022年1月1日时的人口数量为11196人。